# Ido
Pour les articles homonymes, voir Ido (homonymie).
L’ido est une langue construite dérivée de l'espéranto (ido signifie « fils/fille, descendant » en espéranto, on utilise aussi le terme d'« espérantide »), proposée en 1907 par une commission à l'initiative du Français Léopold Leau. Elle est également inspirée de l'Idiom Neutral.
L'élaboration de la langue dura plusieurs années et ce n'est qu'en 1912 qu'elle arriva à maturité. Par la suite, la langue ne subit que des modifications mineures. L'élan des premières années fut brutalement interrompu par la Première Guerre mondiale. Une nouvelle impulsion fut donnée au début des années 1920 puis au début des années 1930.

## Historique
L’ido fut créé au début du XXe siècle. De nombreux projets de langues construites précédèrent la création de l'ido. Parmi les précurseurs dans ce domaine, citons Galien, Blaise Pascal, René Descartes, Gottfried Wilhelm Leibniz, mais surtout Johann Martin Schleyer, inventeur du volapük et Louis-Lazare Zamenhof, père de l'espéranto. Il y eut également de nombreux projets qui firent suite à la création de l'ido tels que l'italico, le latin-ido, le weltdeutsch...

### La Délégation pour l'adoption d'une langue auxiliaire internationale
Au début du XXe siècle, le besoin d'une langue internationale était ressenti par de nombreuses personnalités, notamment parmi les scientifiques et les philosophes. Cette période correspond aussi à une floraison de nouveaux projets de langue internationale. À l'initiative du mathématicien français Léopold Leau, se mit en place à partir du 17 janvier 1901 une Délégation pour l'adoption d'une langue auxiliaire internationale, qui reçut le soutien de nombreux savants. En 1906, la Délégation avait reçu le soutien de plus de 1 200 membres d'académies et d'universités de différents pays et de plus de 300 sociétés savantes.
En mai 1907, la délégation soumit la question à l'Association internationale des Académies à Vienne, laquelle se déclara incompétente par 12 voix contre 8 et une abstention. En conséquence, la délégation forma un comité de travail dont les membres furent élus par 242 voix sur un total de 253. Ce Comité comprenait des scientifiques de renom tels que les linguistes Jespersen, Schuchardt et Baudouin de Courtenay ou encore le chimiste Ostwald. Par cooptation, d'autres personnalités furent admises, comme le mathématicien italien Peano. Léopold Leau et Louis Couturat furent les secrétaires du comité.
Le comité se réunit au Collège de France à Paris durant le mois d'octobre 1907 et examina de nombreux projets de langue internationale, présentés la plupart du temps par leurs auteurs. Il parvint rapidement à la conclusion qu'il n'existait que deux projets de langue internationale dignes d'intérêt. Le premier était l'espéranto, inchangé depuis son apparition en 1887 ; le second était l'Idiom Neutral, développé par l'ancienne Académie du Volapük. La délégation décida finalement de choisir l'espéranto, mais en y appliquant des réformes définies par le projet connu sous le nom d'«ido».
Ce projet, dont l'auteur était anonyme au moment de sa présentation, était une sorte de synthèse entre l'espéranto et l'idiom neutral. Ainsi que le rapporte le linguiste danois Otto Jespersen, membre du comité de la délégation : 

« Pendant le dernier conseil, le centre des discussions tourna autour du projet anonyme "ido" qui fut présenté par M. Couturat en lieu et place de son auteur. (...) C'était une sorte d'espéranto qui prenait en compte les objections formulées auparavant de toutes parts à l'encontre de la langue de Zamenhof et qui montrait ainsi en plusieurs points le compromis souhaité entre l'espéranto et le "neutral". »

Il est peu probable que Wilhelm Ostwald fût satisfait de l'ido, car il se retira de la présidence de la commission et créa en 1916 sa propre langue construite, le Weltdeutsch. Le 29 septembre 1926, dans le quotidien Vossische Zeitung, il s’expliqua sur la nécessité de créer une nouvelle langue internationale pour remplacer l'ido.

### Une paternité controversée

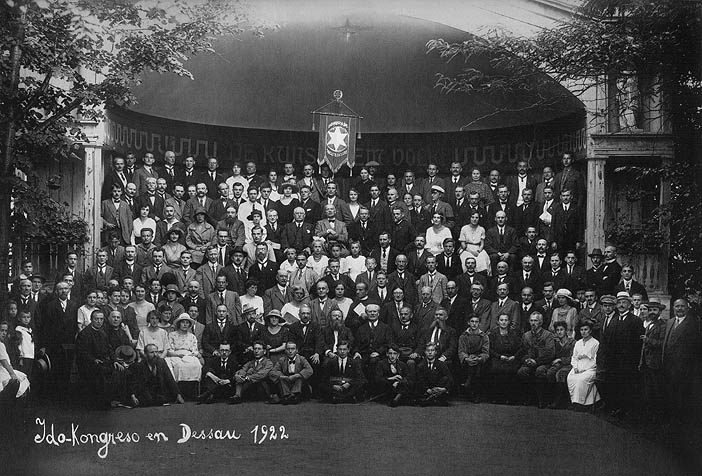
Congrès international idiste à Dessau-Roßlau, en Allemagne, 1922.

La paternité du projet « ido » est controversée. Cependant, le témoignage d'Otto Jespersen, membre du comité de travail, puis de la commission permanente, établit clairement qu'il s'agissait de Louis de Beaufront. Le philosophe français Louis Couturat connaissait probablement l'identité de l'auteur du projet. Comme le projet ido reprenait bon nombre de ses thèses sur la dérivation, l'idée se répandit qu'il en était l'auteur.
Selon Otto Jespersen, le projet ido fut présenté à l'assemblée lors de sa dernière séance par Couturat à la place de l'auteur. Personne, parmi les membres du comité, ne savait quoi que ce fût au sujet de l'auteur, si ce n'est que ce n'était ni Couturat, ni Leau, ni aucun autre membre du comité.

#### Beaufront et les relations avec le monde de l'espéranto
La relation entre Beaufront et l'espéranto est complexe :

##### Beaufront, favorable à l'espéranto
Reconnu comme le représentant de Zamenhof, Beaufront fut l'un des pionniers de l'espéranto en France. Il déclara :

« De même que j’ai prophétisé autrefois la mort du volapük le jour même de sa naissance, de même, avec une entière confiance et sans crainte d’être démenti, je prophétise la mort de tout système qui prétendra s’opposer à l’espéranto. Vingt-cinq années de travail personnel et de recherches sur la question m’obligent à voir dans l’espéranto seul la vraie solution du problème. […] De quelque point de vue qu’on l’envisage, l’espéranto est une œuvre de toute logique et d’un sens pratique admirable. Il est si pleinement conforme au vrai programme de la langue internationale que tout nouveau système ne pourrait l’égaler qu’en le pastichant d’une manière évidente, ou plutôt en l’imitant complètement. Aussi pouvons-nous dormir en paix. Jamais nous n’aurons besoin d’abandonner l’espéranto : on ne nous donnera pas mieux. »

##### L'affaire Hachette
En 1901, Zamenhof s’était fait représenter par Beaufront auprès des éditions Hachette pour publier des ouvrages d’espéranto. Cependant, la rancœur le gagna lorsque Carlo Bourlet et Théophile Cart avertirent Zamenhof du caractère excessif des pouvoirs qu’il avait accordés à Beaufront et Hachette.
Zamenhof se serait trouvé définitivement lié à Hachette tandis que Beaufront, de concert avec l’éditeur, aurait disposé d’un droit de regard absolu sur tous les ouvrages en espéranto ou concernant cette langue, quels qu'en soient les auteurs. En faisant capoter cette affaire, Cart et Bourlet évincèrent Beaufront de son rôle de premier plan et évitèrent ainsi que l’édition en espéranto ne devienne un monopole de Hachette.

##### Beaufront et le monde de l'ido
Beaufront est considéré comme un traître par les espérantophones dans la mesure où il était censé représenter l'espéranto et où il présenta l'ido le dernier jour, « à la sauvette ».
Jespersen devint président de l’Académie de l'ido et, dans la revue Progreso, participa activement aux discussions qui visaient une amélioration constante de la langue. Toutefois, après quelques années, son activité cessa subitement, en partie parce qu’il était mécontent de la manière dont Couturat et les autres voulaient faire évoluer l’ido, mais surtout parce qu’il suspectait que Couturat — dont le rôle intrigant durant la période du comité ne lui apparut clairement que par la suite — exploitait de façon éhontée son autorité et ne le considérait que comme une marionnette.

### Élaboration
Le comité de la délégation décida de nommer, le 24 octobre 1907, une commission permanente chargée « d'étudier et de fixer les détails de la langue qui sera adoptée ». Les membres de cette commission furent Louis Couturat, Wilhelm Ostwald, Otto Jespersen, Baudouin de Courtenay et Léopold Leau. Louis de Beaufront fut ultérieurement coopté « en raison de sa compétence spéciale ».
Une Union des amis de la langue internationale (Uniono di la Amiki di la Linguo Internaciona) comprenant une Académie et un comité directeur fut fondée et une revue mensuelle, Progreso, fut lancée en 1908 pour publier les discussions linguistiques et les décisions de l'Académie de l'ido. Ce sont les travaux de la commission permanente qui développèrent la langue, laquelle prit le nom d'« ido » après que Zamenhof eut refusé toutes les dénominations utilisant le mot « espéranto ».
Pour l'essentiel, l'élaboration de la langue fut achevée en 1910 avec la publication des premiers manuels et dictionnaires d'ido « conformément aux décisions prises par le comité et par la commission », comme l'atteste une déclaration de la commission signée par tous ses membres. Sa mission achevée, la délégation s'est dissoute régulièrement le 31 juillet 1910 après avoir fondé l'Uniono por la linguo internaciona.
Les principales modifications apportées à l'espéranto dans l'élaboration de l'ido sont les suivantes (telles qu'elles ont été énoncées par le Comité de la Délégation) :
1. Suppression des lettres accentuées, permettant d'imprimer partout des textes dans cette langue, conservant l'orthographe phonétique et rétablissant souvent l'orthographe internationale ;
2. Suppression de quelques traits morphosyntaxiques (accusatif, accord de l'adjectif en nombre et en cas) ;
3. Régularisation de la dérivation, seul moyen d'empêcher l'invasion des idiotismes et de fournir une base solide à l'élaboration du vocabulaire scientifique et technique, indispensable à la propagation de la langue internationale dans le monde savant ;
4. Enrichissement du vocabulaire par l'adoption de racines nouvelles soigneusement choisies suivant le principe du maximum d'internationalité[10].

### Entre stabilité et changement
Les « idistes » se trouvèrent vite confrontés à un grave dilemme : certes, la poursuite des travaux linguistiques améliorait la qualité de la langue mais, en même temps, elle entraînait des changements incessants qui rendaient difficile sa diffusion auprès du grand public.
Un débat opposa les partisans de la stabilité pour diffuser la langue et ceux qui souhaitaient d'abord achever le travail linguistique. C'est dans ce contexte que Louis Couturat défendit dans la revue Progreso une voie médiane : 

« Certes, notre langue n'est pas finie ; mais nous ne voulons pas non plus la recommencer. Nous devons la construire et la développer, étape par étape, régulièrement, selon des principes fixes ; en effet, notre devise est : ni stagnation inerte ni bouleversement incessant mais progrès constant et continu. »

Finalement, après plusieurs années de travail intense, une période de stabilité de dix ans fut décidée en 1914 afin de faire connaître la langue le plus largement possible.

### Le coup d'arrêt de la Première Guerre mondiale
C'est en pleine croissance que le mouvement idiste fut frappé de plein fouet par deux événements tragiques. Le 3 août 1914, Louis Couturat mourut dans un accident de voiture, le jour même où l'Allemagne déclara la guerre à la France. La disparition du plus actif défenseur de l'ido, suivie du déchaînement des nationalismes et des destructions de la première guerre mondiale, porta un coup terrible à l'ido et à l'idée même de langue internationale. Le mouvement idiste ne survécut véritablement que dans les pays neutres, tels que la Suisse (avec notamment l'activité de Schneeberger, secrétaire de l'Uniono por la Linguo Internaciona Ido) et la Suède (avec Ahlberg, éditeur de la revue idiste Mondo). La revue Progreso, dont Couturat était à la fois l'éditeur et le rédacteur en chef, cessa de paraître en 1914.

### La renaissance des années 1920
Après la guerre, le mouvement idiste se reconstitue lentement. En 1918, le linguiste français Antoine Meillet, professeur au Collège de France, loue l'ido, et plus généralement l'idée de langue internationale, dans son livre Les Langues dans l'Europe nouvelle :

« Il serait possible, d'ailleurs, de procéder plus logiquement et, par suite, de manière plus satisfaisante et plus claire, dans la formation des mots que ne le fait l'espéranto. C'est ce qu'ont montré les créateurs de l'ido, langue fondée sur le même principe que l'espéranto, mais où les principes ont été appliqués avec plus de rigueur. Quoi qu'on puisse penser de ces deux solutions déjà proposées et qui ont eu un succès durable, un fait est acquis : une langue artificielle fondée sur le principe de l'espéranto et de l'ido peut fonctionner. Pour quiconque sait déjà l'anglais ou une langue romane, et plus encore pour quiconque connaît plusieurs langues de l'Europe occidentale, il est aisé d'acquérir l'espéranto ou l'ido ; il suffit de quelques jours pour comprendre, de quelques semaines pour pratiquer ces langues. »

En 1920, Schneeberger, président de l'Académie de l'ido, annonce la reprise des travaux de l'Académie. Louis de Beaufront publie en 1925 sa « Grammaire complète » (Kompleta Gramatiko Detaloza), qui demeure encore au début du XXIe siècle une œuvre de référence sur la grammaire de l'ido. Plusieurs congrès idistes sont organisés : Vienne (1921), Dessau (1922), Kassel (1923), Luxembourg (1924), Turin (1925) et Prague (1926). Plusieurs revues idistes paraissent.

### La crise de 1927
En 1927, de sérieuses dissensions divisent le mouvement idiste. L'apparition en 1922 d'une autre langue auxiliaire, l'occidental, et le renouveau du dilemme entre stabilité et changement affaiblissent l'ido. De vifs débats opposent les conservateurs aux réformateurs. De son côté, Otto Jespersen, qui s'était détaché du mouvement idiste, publie en 1928 son propre projet linguistique, le novial. Jespersen explique les raisons de son éloignement de l'ido : 

« La nouvelle langue, telle qu'elle fut modifiée lors des discussions dans Progreso jusqu'à ce qu'elle devienne de plus en plus éloignée du projet original de Beaufront, se révéla être extrêmement souple et riche, supérieure à l'espéranto à bien des égards, quoique n'étant pas entièrement satisfaisante, comme j'aurai l'occasion de le montrer dans un chapitre spécial. Son défaut principal à mes yeux est que ses fondateurs n'ont pas pris dès le début comme devise Lasciate ogni Esperanto voi ch'entrate, mais il faut reconnaître que les responsables de l'ido ont presque tous montré qu'ils prenaient le mot « Progrès » au sérieux et sont prêts à continuer au perfectionnement de l'IL [la langue internationale, NdT] sans penser que le dernier mot a déjà été dit sur ce sujet. »

Le novial, qui reprend de nombreux traits de l'ido tout en éliminant les caractères les plus marquants de l'espéranto (tels que les finales -o des substantifs, -a des adjectifs ou encore la conjugaison en -is, -as, -os), attira un certain nombre d'idistes comme Ahlberg, dont la revue idiste Mondo se transforma en revue novialiste.

### La réunification du mouvement idiste
Le congrès idiste de Zurich de 1928 marque le début de la réunification du mouvement idiste. L'Uniono por la Linguo internaciona Ido est réactivé et un bulletin officiel est édité. La revue Progreso reparaît à partir de 1931 et sans interruption jusqu'à aujourd'hui. Le secrétaire et rédacteur Matejka déclare à ce propos : 

« Par cette décision, initiée lors des travaux du récent congrès de Sopron, une nouvelle ère s'ouvre pour notre mouvement. Le réveil de Progreso est plus qu'un simple symbole ou un hommage à ses inoubliables fondateurs : il atteste la volonté de nos dirigeants de poursuivre l'œuvre de notre maître Couturat et de fournir à notre mouvement une tribune digne de ce nom pour des discussions libres et le perfectionnement constant. »

Le premier numéro du nouveau Progreso comprenait des articles de quelques-uns des fondateurs de l'ido tels que Wilhelm Ostwald ou Léopold Leau. Des débats sur l'opportunité de nouveaux changements eurent lieu, jusqu'à ce qu'en 1934, une nouvelle période de stabilité de dix ans soit déclarée. Par ailleurs, la situation internationale était redevenue défavorable aux langues internationales avec la montée du fascisme, du nazisme et du stalinisme, suivie de la Seconde Guerre mondiale. La première préoccupation du mouvement idiste devint la simple survie.

### L'après-guerre
Le mouvement idiste survécut à la Seconde Guerre mondiale. La revue Progreso n'a jamais cessé de paraître, même pendant la guerre. Ensuite, le travail linguistique reprit, quoiqu'à un rythme relativement lent. L'essentiel de la langue était en effet fixé. Le besoin principal se limitait essentiellement à l'adoption de mots nouveaux, notamment pour suivre le développement des sciences et des techniques.
La plupart des articles de Progreso portaient sur des sujets variés, autres que linguistiques. Une production poétique importante s'est développée en ido grâce à de nombreux auteurs, dont le principal reste le poète idiste belge Andréas Juste. Il domine le mouvement idiste dans les années 1960-1998, non seulement pour l'importance de sa production littéraire en ido, mais aussi pour le dynamisme qu'il a su insuffler au mouvement. Le fonds Andreas-Juste comprend une bibliothèque spécialisée rassemblant plus de 250 ouvrages sur l'ido ou en ido ainsi qu'un grand nombre de textes en ido. Jusqu'en  2009, il était géré par l'association Juste & Co. En 2010, le Fonds Andreas Juste (Archives et bibliothèque) a été donné par sa famille à la Bibliothèque Nationale de Vienne, Autriche, " ÖNB Sammlung für Plansprachen (ESP)" qui a procédé à son catalogage complet.

### Aujourd'hui
En ce début du XXIe siècle, le mouvement idiste est présent sur Internet. Il existe plusieurs sites, plusieurs listes de discussion en ido ou sur l'ido et une Wikipédia en ido. Les revues idistes Progreso, Kuriero Internaciona et Ido-Saluto paraissent régulièrement. Chaque année, une rencontre idiste rassemble une dizaine de participants. En 2020, l'ido serait parlé par 100 à 5 000 locuteurs, loin derrière l'espéranto dont l'estimation des locuteurs atteindrait entre 100 000 et 2 000 000.

## De l'espéranto à l'ido
Le débat prit vite la forme d'un dialogue de sourds entre les idistes et les espérantistes. Cette opposition fondamentale entre deux conceptions marque encore les différences entre les deux langues : l'espéranto a l'avantage du nombre et de la notoriété, fruits du travail intense des militants, alors que l'ido est plus orienté vers la linguistique et l'amélioration constante de la langue.
L'ido a été initialement développé par modification de l'espéranto en accord avec la déclaration finale du comité de la Délégation : 

« Le comité a décidé qu'aucune des langues soumises à son examen ne peut être adoptée en bloc et sans modifications. Il a décidé d'adopter en principe l’espéranto, en raison de sa perfection relative et des applications nombreuses et variées auxquelles il a déjà donné lieu, sous la réserve de certaines modifications à exécuter par la Commission permanente dans le sens défini par les conclusions du Rapport des secrétaires et par le projet de "Ido", en cherchant à s'entendre avec le Comité linguistique espérantiste. »

L'entente avec le Comité linguistique espérantiste n'eut pas lieu. Au contraire, cette décision donna lieu à des débats passionnés entre partisans et adversaires de la réforme de l'espéranto qui conduisit à l'ido. Ces débats, dans une certaine mesure, durent encore au début du XXIe siècle.
Dans les années qui suivirent la naissance de l'ido, de nombreux espérantistes, notamment parmi les « cadres », adoptèrent l'ido mais les militants restèrent dans leur majorité fidèles à l'espéranto. Cependant, très peu de ces personnes restèrent fidèles à l'ido après les années 1910.
Beaucoup d'espérantistes considèrent la réforme idiste comme une trahison, mot qui revient fréquemment sous la plume des espérantistes pour désigner les promoteurs de l'ido.
Cette attitude n'est pas comprise par les idistes pour qui la langue est un objet d'étude nécessitant approche scientifique, liberté d'opinion et progrès. C'est cette conception que Louis Couturat développa dans la revue Progreso :

« En un mot, liberté d'opinion et unité de la langue ne se contredisent pas mais s'impliquent mutuellement. Les fondamentalistes, pour sauver l'unité de la langue, suppriment toute liberté. Nous ne devons pas les imiter. Nous devons non seulement tolérer mais admettre la critique, car si nous ne l'admettions pas entre nous, sous forme de discussion amicale et de bonne grâce, elle aurait lieu en dehors de nous et par conséquent contre nous ; personne ne peut supprimer, étouffer la critique ; la plus grande erreur et la plus grande faute des chefs espérantistes a été de vouloir exclure la critique de leur « armée ». »

## Différences avec l'espéranto
Les statuts de l'Union pour la Langue internationale Ido (Uniono por la Linguo internaciona [IDO]) déclarent notamment que l'« Union considère la langue internationale Ido, non pas comme parfaite et intangible, mais comme étant constamment perfectible selon des principes scientifiques,. »
Le contraste est remarquable avec le fundamento de l'espéranto (qui rassemble les règles de base de l'espéranto) qui stipule que « le fundamento doit rester rigoureusement intangible avec ses imperfections ». De nombreux théoriciens de l'espéranto, comme Théophile Cart, craignent les risques de réformes successives, notamment le risque de schisme entre les pratiquants et la quête, vaine, d'une « langue parfaite ». De fait toutes les langues importantes ont une base linguistique ou un fondement qui sont intangibles et qui sont assurés par une tradition littéraire importante. Compte tenu de sa création récente et du risque d'éclatement de la langue qui aurait ruiné la possibilité de réussite d'une langue internationale auxiliaire, cette intangibilité de la base a été votée à l'unanimité lors du premier congrès d'espéranto en 1905 jusqu'à une reconnaissance internationale suffisante qui permettrait alors des modifications plus importantes. Entre-temps l'espéranto est passé d'environ 2 000 racines à plus de 10 000 et compte tenu du système d'affixation régulier à plus de 100 000 mots.

### Un système de composition plus strict
La composition en ido obéit à des règles plus strictes qu'en espéranto, en particulier la formation de noms, des adjectifs et des verbes à partir d'un radical d'une autre classe. Le principe de réversibilité suppose que pour chaque règle de composition (ajout d'un affixe), la règle de décomposition (retrait de l'affixe) est valide.
Ainsi, alors qu'en espéranto un adjectif (par exemple papera, formé sur le radical nominal papero) peut signifier un attribut (papera enciklopedio : « encyclopédie en papier ») et une relation (papera fabriko : « usine à papier »), l'ido distinguera par construction l'attribut papera de la relation paperala.
Similairement, krono signifie en espéranto et en ido « couronne » ; là où l'espéranto autorise la formation de « couronner » par simple kroni (« couronnement » se dit kronado), l'ido impose un affixe pour que la composition soit réversible : kronizar (« couronnement » se dit kronizo).
Selon Claude Piron, certaines modifications apportées par l'ido sont en pratique inutilisables et ruinent l'expression spontanée : « L'ido présente, sur le plan linguistique, d'autres inconvénients que l'espéranto a réussi à éviter, mais je n'ai pas sous la main les documents qui me permettraient d'aller davantage dans le détail. Par exemple, si ma mémoire est juste, là où l'espéranto a uniquement le suffixe *-igi*, l'ido en a plusieurs: *-ifar*, *-izar*, *-igar*, qui correspondent à des subtilités qui étaient censées rendre la langue plus claire, mais qui, en pratique, inhibent l'expression spontanée. »

### Un vocabulaire plus occidental
Le vocabulaire de l'ido est plus proche de celui des langues occidentales que celui de l'espéranto et notamment du français, de plus celui de l'ido est plus naturaliste.
Par exemple, les « corrélatifs » de l'espéranto, construits selon la logique d'un tableau à deux entrées (schématisme) dans lequel seulement 14 éléments sont à connaître, ont été remplacés en ido par 45 mots considérés comme plus « naturels » . Le nombre de mots à apprendre est donc plus important.
D'autre part, l'utilisation de mots dits « internationaux » a contribué, plus qu'en espéranto, à l'apparition de pseudo-préfixes, comme bi- pour « deux », pre- pour « avant ». L'ido utilise également le préfixe mi pour moitié.

### Alphabet
L'ido utilise les 26 lettres de base de l'alphabet latin, sans signes diacritiques, ainsi que plusieurs digraphes. Son écriture n'est pas phonémique : outre les digrammes, certaines lettres peuvent avoir des prononciations variées. Ainsi, alors que les lettres « eu » forment généralement une diphtongue [eŭ], elles seront prononcées séparément [eu] dans neutila (décomposé en ne-utila).
L'ido a donc rejeté les six lettres à diacritiques de l'espéranto (ĉ, ĝ, ĥ, ĵ, ŝ, ŭ) et introduit les lettres q, w, x, y inexistantes en espéranto. En 1894, Zamenhof proposa, à la demande d'espérantistes occidentaux, une réforme qui devait, entre autres, supprimer ces lettres accentuées. Cette réforme fut rejetée par la majorité des espérantistes lors d'un vote, ce qui permit de maintenir la grande facilité de la prononciation.

### Accord des adjectifs
Au contraire de l'espéranto, qui pratique l'accord en nombre et en cas entre le nom et l'adjectif, l'adjectif est invariable en ido comme en anglais. Or la clarté d'une langue internationale est une qualité essentielle.
L'accord de l'adjectif en espéranto permet souvent une plus grande souplesse dans l'ordre des mots du groupe nominal :
- la kato grizan muson manĝas  (« le chat mange une souris grise ») ;
- la kato griza muson manĝas  (« le chat gris mange une souris »).

Ce type de construction est ambigu en ido.
L'accord de l'adjectif permet en espéranto, parfois mais pas toujours, de lever certaines ambiguïtés. Par exemple, la phrase mi vidis ruĝan aŭton kaj kamionon signifie « j'ai vu une voiture rouge et un camion », alors que mi vidis ruĝajn aŭton kaj kamionon signifie « j'ai vu une voiture et un camion rouges ». Cependant, l'accord de l'adjectif ne permet pas de lever l'ambiguïté si les deux substantifs sont au pluriel. Dans tous les cas, l’ido et l'espéranto peuvent résoudre le problème par la répétition de l'adjectif avant chaque substantif.
L'accord en cas de l'adjectif en espéranto permet également de distinguer l'adjectif épithète d'un complément d'objet direct et l'adjectif attribut du complément d'objet direct. En espéranto, l'adjectif épithète du COD est à l'accusatif, mais l'adjectif attribut du COD est au nominatif. Par exemple, mi kredis fidelan amikon signifie « j'ai cru un fidèle ami » (épithète) alors que mi kredis fidela amikon signifie « j'ai cru fidèle un ami » (attribut du complément d'objet direct).
L'ido résout ce point par l'introduction facultative de l'attribut grâce à la préposition kom : me kredis amiko kom fidela. Dans ce cas précis, l'ido peut également préciser le sens du verbe. En effet, en espéranto comme en français, l'ambiguïté de la phrase « j'ai cru un ami fidèle » joue sur le double sens du verbe « croire » qui s'interprète comme « avoir confiance en » dans le premier cas et « estimer » dans le second. L'ido dispose ici de deux verbes kredar et evaluar.
L'accord de l'adjectif en nombre et en cas comme en espéranto n'est pas toujours indispensable, ni toujours suffisant, pour éliminer les ambiguïtés de sens. L'ido y parvient aussi par d'autres moyens. En revanche, l'accord systématique de l'adjectif complique l'apprentissage et l'utilisation de la langue, notamment par les locuteurs de langues dans lesquelles l'adjectif est invariable. D'autre part, les finales de l'adjectif pluriel -aj, accusatif -an ou accusatif pluriel -ajn de l'espéranto sont souvent jugées lourdes et disgracieuses, d'autant plus qu'elles se cumulent avec celles en -oj, -on et -ojn des substantifs qualifiés. On comparera l'espéranto ruĝajn aŭtojn kaj ruĝajn kamionojn avec l'ido reda automobili e reda kamioni.[réf. nécessaire]

### Accusatif

#### La marque du complément
L'espéranto possède un accusatif obligatoire marqué par l'ajout d'un -n à la fin du mot (nom, pronom ou adjectif, à quelques exceptions près). Il introduit tous les compléments directs (sans préposition) des verbes. Il est principalement utilisé pour introduire le complément d'objet direct (COD) et le complément circonstanciel de mouvement. Il autorise une grande liberté dans l'ordre des mots puisque les fonctions de complément d'objet direct et de sujet sont marqués par déclinaison et non seulement par position. Il distingue également le lieu vers lequel il y a mouvement du lieu où se situe l'action.
L'ido s'appuie sur un ordre commun sujet-verbe-complément, dans lequel il considère la marque de l'accusatif comme facultative. Celle-ci n'est conservée que dans les cas d'inversion du sujet et du COD (lorsque le COD précède le sujet).

#### Distinction locatif directionnel
Pour distinguer le lieu vers lequel il y a mouvement du lieu dans lequel on se trouve, l'ido utilise un système de prépositions. S'il y a mouvement, la préposition ad est accolée à la préposition marquant le lieu (cette préposition remplace le n de l'accusatif de l'espéranto). Ainsi, les prépositions en (« dans »), sur (« sur ») et sub (« sous ») donnent respectivement, s'il y a mouvement, aden, adsur, adsub. Par exemple, en ido la muso kuras sub la lito signifie « la souris court sous le lit » (elle est sous le lit et elle court en restant dessous) alors que la muso kuras adsub la lito signifie que la souris accourt sous le lit. De même la kato kuras aden la domo (« le chat accourt dans la maison » [il est dehors et il entre dans la maison en courant]) est différent de la kato kuras en la domo (« le chat court dans [à l'intérieur de] la maison »).[réf. nécessaire].

#### Les phrases complexes
En espéranto, des phrases complexes peuvent ne pas distinguer un sujet d'un COD par déclinaison ; ainsi, dans mi vidis homon mortigi hundon (« j'ai vu un homme tuer un chien »), le sujet de la subordonnée est COD de la principale et donc marqué de l'accusatif.

### Neutralité des genres de l'ido
Les mots en ido sont du genre neutre par défaut. Par exemple, frato exprime à la fois un frère ou une sœur.  En ido, c'est le suffixe -ino qui précise le féminin (fratino, « sœur ») et -ulo pour préciser le masculin (fratulo, « frère »).
De même en espéranto, la plupart des termes sont neutres. Le féminin se forme par l'adjonction du suffixe -ino, le masculin par l'adjonction du préfixe vir-, la réunion des sexes par l'adjonction du préfixe ge-. Ainsi à partir de la racine kat-, on forme les mots suivants :
- kato = « chat » (en général)
- katino = « chatte » ou « chat femelle »
- virkato = « chat mâle » ou « matou »
- gekatoj = « chats mâles » et « chats femelles »

Toutefois, certains radicaux sont sexués. Ainsi frato veut dire « frère » et fratino veut dire « sœur » (le féminin se forme par l'ajout du suffixe -ino). Sur ce point, certains qualifient l'espéranto de sexiste, puisque dans certaines formes le masculin l'emporte sur le féminin. Cette remarque doit être fortement nuancée, car en espéranto comme en anglais, dans un mot composé le petit mot principal - ici -ino - se trouve à la fin et donc l'emporte sur le petit mot déterminant. De fait, l'espéranto n'a fait qu'importer les formes linguistiques des langues européennes dominantes à l'époque où l'espéranto s'est formé. Depuis différentes projets de réformes visant à introduire une symétrie totale entre les genres (utilisation du suffixe -iĉo pour le masculin, riisme) ont été proposés ; mais du moins jusqu'à présent, aucun de ces projets ne s'est imposé chez les espérantophones.

### Nombre de radicaux de la langue
Lorsqu'il créa l'espéranto, Zamenhof prit le parti d'une économie maximale des radicaux. Les différentes nuances y sont rendues par l'emploi massif de compositions lexicales (assemblage de racines).
Par exemple, le mot espéranto kulpigi est formé sur l'adjectif kulpa (« coupable », « fautif ») grâce au suffixe -igi (« rendre », « faire devenir »). Le sens littéral du mot serait donc « rendre coupable », « faire devenir coupable ». En réalité, kulpigi signifie « accuser » ; le sens ne se déduit pas de l'analyse des différentes parties du mot. De même, almiliti (littéralement « faire la guerre en direction de ») signifie « conquérir » ("almiliti" est maintenant un archaïsme. On utilise "konkeri").
De telles définitions constituent autant d'idiotismes à mémoriser. L'économie de radicaux, voulue pour économiser l'effort de mémoire, a ici ses limites. Pour éviter cet écueil, l'ido s'est d'emblée muni d'un nombre supérieur de radicaux pour éviter ambiguïtés et idiotismes.
La différence entre un espéranto à peu de racines et un ido riche en racines différentes s'est considérablement réduite avec le temps. En effet, l'espéranto s'est progressivement enrichi pour passer officiellement de 2 629 racines dans le Fundamento à 4 444 dans le Baza Radikaro Oficiala de la fin du XXe siècle. Par exemple, à l'imitation de l'ido akuzar, le verbe akuzi a été introduit à côté de kulpigi pour rendre « accuser ».
Ainsi, l'espéranto forme de nombreux termes comme « mauvais » ou « gauche » par leur contraire préfixés par mal- : malbona = « contraire de bon », « mauvais ». À l'inverse l'ido, bien que pouvant aussi définir ces mêmes mots par leur contraire (desgranda, desbona, etc.), possède aussi des mots spécifiques pour définir positivement ces notions (ainsi petit se dit mikra, mal se dit mala, etc.). C'est ainsi que plusieurs espérantistes ont introduit des racines simples en concurrence des formes en mal- ovri est venu concurrencer malfermi pour signifier « ouvrir ». Sur ce point, l'espéranto s'est progressivement rapproché de l'ido et la différence actuelle entre les deux langues n'est plus très grande.[réf. nécessaire]
Il existe d'autre part une différence dans le traitement de certains mots. En ido, genitoro veut dire « parent ». Bien qu'il soit possible d'utiliser genitorulo et genitorino, il est plus courant d'utiliser patro pour « père » et matro pour « mère ». C'est une voie que ne prend pas l'espéranto qui utilise un seul radical dans ce cas : patro pour « père », patrino pour « mère » (féminin de père) et gepatroj pour « parents ». Le préfixe ge- exprime les deux genres en espéranto comme en ido.
L'ido, à cause de sa tendance naturaliste, pour une expressivité équivalente à celle de l'espéranto[réf. nécessaire] double la quantité de vocabulaire ainsi que le temps d'apprentissage et le risque d'oubli s'en trouve également accru.

### Noms personnels
L'ido ne transcrit pas les noms personnels. Par exemple, John Lennon reste écrit de la même manière. Pour les noms utilisant un alphabet autre, la transcription se fait en respectant au plus proche la phonétique originale. L'espéranto, à l'origine, tendait à transcrire les noms personnels et les lieux. Les prénoms et les noms de lieu étaient de plus adaptés au besoin de la grammaire espéranto (-o final). Les prénoms étaient parfois même traduits par un équivalent à consonance généralement slave. Par exemple, John deviendra Johano en espéranto.
Cette manière de faire de l'ido a le mérite de permettre de reconnaître instantanément les noms internationaux. Mais elle pose le problème des mots dérivés de ces noms personnels, ce qui fait qu'en ido tous les mots dérivés de noms personnels auront leur orthographe d'origine qu'il faudra savoir prononcer.
| Langue    | Exemple de nom propre | Adjectif dérivé | Pluriel du nom            | Commentaire                                                    |
| --------- | --------------------- | --------------- | ------------------------- | -------------------------------------------------------------- |
| Français  | Shakespeare           | shakespearien   | Shakespeares              | Le lecteur hésite sur la forme écrite et sur la prononciation. |
| Espéranto | Ŝekspiro              | Ŝekspira        | Ŝekspiroj                 | La dérivation et la prononciation ne posent pas de problème.   |
| Ido       | Shakespeare           | Shakespearea    | Shakespearei, Shakespeari | La prononciation est masquée.                                  |

En 2009, la tendance en espéranto est de conserver l'orthographe initiale, généralement mutilée par l'absence de diacritiques, voire d'employer une transcription différente (pīnyīn sans diacritiques pour le chinois, par exemple) et de mettre entre crochets par exemple la prononciation avec l'écriture phonétique esperanto (une lettre = un son)

### L'accent tonique
Il est fixe en espéranto (toujours sur l'avant-dernière syllabe). En ido, il est également toujours porté par l'avant-dernière syllabe, sauf pour les infinitifs des verbes (c'est-à-dire les mots finissant en ar, ir et or).
Ceci donne une prononciation des infinitifs plus proche de celle des langues latines[réf. nécessaire] ; par exemple, pour le verbe aimer, l'accent tonique tombe sur la même syllabe en français (« aimer »)[réf. nécessaire], en italien (amare) et en ido (amar). De même, pour la première personne du présent, l'accent tonique tombe sur la même syllabe en italien (amo) et en ido (me amas).
L'alternance en ido d'oxytons (les infinitifs) et de paroxytons (les autres mots) est appréciée par de nombreux locuteurs de l'ido, d'une part parce qu'elle permet de repérer plus facilement les infinitifs à l'oral (compréhension améliorée[réf. nécessaire]) et d'autre part parce qu'elle diminue nettement la monotonie[réf. nécessaire] d'une accentuation absolument régulière. Cependant le manque de régularité diminue la spontanéité verbale.

## De l'ido à ses descendants
Quelques  projets de langues visant à améliorer l'ido sont apparus :
- Arulo / Gloro     Max Talmey     1924
- Ido avancit     Robert Harding     1925
- Ido Novializat / Ido Reformita / Ido Simpligata     Giacomo Meazzini     1928

## Phonétique et prononciation
L'alphabet de l'ido comporte 26 lettres.
Chaque lettre a un seul son, sauf dans les cas particuliers des digrammes. Deux consonnes ou deux voyelles identiques accolées dans un même mot se prononcent séparément (exemples : ek-kurar, ne-eleganta). Il n'y a pas de lettre muette.

### Les 5 voyelles
- a : comme a dans vague ;
- e : comme è dans père ou é dans marché (les deux prononciations ne sont pas distinguées et sont toutes les deux admises).
- i : comme i dans livre ;
- o : comme o dans dos ou dans port (les deux prononciations sont admises) ;
- u : comme ou dans trou, jamais comme u dans prune.

### La semi-voyelle
- w : comme dans oui (pas comme w dans wagon).

### Les 19 consonnes
Les consonnes suivantes ont la même prononciation qu'en français : b, d, f, j, k, l, m, n, p, q, t, v, z. Les autres consonnes se prononcent comme suit :
- c : 'ts' comme ts dans tsétsé (ex. : ca [tsa]).
- g : toujours comme dans gare, jamais comme dans gendre.
- h : toujours expiré.
- r : en principe, légèrement roulé comme en italien, mais la prononciation uvulaire ou grasseyée du r français est admise.
- s : toujours comme dans sol, jamais comme dans rose.
- x : 'ks' comme dans taxi ou 'gz' comme dans xylophone (les deux prononciations sont possibles).

### La semi-consonne
- y : toujours comme dans yaourt ou yoga, jamais comme dans dynastie.

|           | bilabiale | bilabiale | labio- dentale | labio- dentale | alvéolaire | alvéolaire | post- alveolaire | post- alveolaire | palatale | palatale | vélaire | vélaire | glottale | glottale |
| --------- | --------- | --------- | -------------- | -------------- | ---------- | ---------- | ---------------- | ---------------- | -------- | -------- | ------- | ------- | -------- | -------- |
| occlusive | p         | b         |                |                | t          | d          |                  |                  |          |          | k       | g       |          |          |
| nasale    |           | m         |                |                |            | n          |                  |                  |          |          |         |         |          |          |
| battue    |           |           |                |                |            | ɾ          |                  |                  |          |          |         |         |          |          |
| fricative |           |           | f              | v              | s          | z          | ʃ                | ʒ                |          |          |         |         | h        |          |
| affriquée |           |           |                |                | t͡s         |            | t͡ʃ               |                  |          |          |         |         |          |          |
| latérale  |           |           |                |                |            | l          |                  |                  |          |          |         |         |          |          |
| spirante  |           |           |                |                |            |            |                  |                  |          | j        |         |         |          |          |

### Les digrammes
L'association de leurs deux lettres modifie la prononciation de l'ensemble et constitue un seul phonème :
- sh : comme ch dans château ou chemin.
- ch : comme tch dans tchèque.

### Les diphtongues
Ce sont des syllabes qu'on prononce en faisant entendre, d'une seule émission de voix, le son de deux voyelles :
- au : 'aw' (exemple : Australia) uniquement dans les radicaux
- eu : 'èw'  uniquement dans les radicaux

Important : si l'assemblage du a et du u ou du e et du u résulte du rapprochement d'un préfixe ou d'un suffixe avec un radical, les lettres doivent être prononcées séparément (exemples : neutila [ne-utila], et kreuro [kre-uro].

### Prononciations particulières
Dans les couples de lettres suivants, la lettre u est prononcée 'w' :
- qu : 'kw' comme qu dans quoi (nota : la lettre q est toujours suivie de la lettre u).
- gu : 'gw' comme gou dans gouaille

Certaines paires de voyelles peuvent être fondues en une seule syllabe si elles terminent un mot (cela reste facultatif mais l'accent tonique porte sur la voyelle antépénultième si elle existe) :
- ia : 'ya' ou 'i-a' (exemple : fantazia)
- ie : 'yé' ou 'i-é' (exemple : samdie)
- io : 'yo' ou 'i-o' (exemple : melodio)
- ii : 'yi' ou 'i-i' (exemple : folii)
- ua : 'wa' ou 'ou-a' (exemple : vakua)
- uo : 'wo' ou 'ou-o' (exemple : portuo)
- ue : 'wé' ou 'ou-é'(exemple : precipue)

### L'accent tonique
L'accent tonique se situe :
- sur la dernière syllabe de l'infinitif présent, passé ou futur (exemples : studiAR, veNIR, dikTOR).
- sur l'avant-dernière syllabe de tous les autres mots (exemples : aMAta, epeREble, maSHIno).

excepté si le mot se termine par une paire de voyelles (éventuellement suivi d'un s final) dont la première est i ou u, dans ce cas l'accent tonique est reportée sur la syllabe précédente (exemples : RAdio, akaDEmio, REvuo, STUdias).

## Grammaire
La grammaire de l'ido est régulière, simple et comporte très peu d'exceptions (voir le paragraphe sur l'accent tonique ci-dessus).

### Radicaux / terminaisons
Les mots en ido sont formés à partir d'un radical et d'une terminaison. La terminaison indique la nature du mot. Ainsi tous les noms se terminent par -o, les adjectifs par -a, les verbes à l'infinitif par -ar, etc.  Les mots peuvent être combinés à des préfixes ou des suffixes.
Les noms propres peuvent ne pas suivre ces règles, comme dans le cas des pays : Kanada, Corea, Francia, Haiti ...
Voici quelques terminaisons, incluant les principaux temps des verbes :
| Forme grammaticale | Ido        | Français                |
| ------------------ | ---------- | ----------------------- |
| Nom au singulier   | -o (libro) | livre                   |
| Noms au pluriel    | -i (libri) | livres                  |
| Adjectif           | -a (varma) | chaud                   |
| Adverbe            | -e (varme) | chaudement              |
| Infinitif          | -ar (irar) | aller                   |
| Présent            | -as (iras) | vais, allons            |
| Passé              | -is (iris) | suis allé, sommes allés |
| Futur              | -os (iros) | irai, irons             |
| Impératif          | -ez (irez) | allons !                |
| Conditionnel       | -us (irus) | irais, irions           |

Les verbes en ido ont une terminaison régulière. Ainsi la terminaison -as sera la même pour toutes les personnes : je, tu, il / elle, nous, vous, ils / elles.

### Pronoms
|           | singulier | singulier | singulier | singulier    | singulier | pluriel  | pluriel   | pluriel   | pluriel      | pluriel     |
| première  | deuxième  | troisième | troisième | troisième    | première  | deuxième | troisième | troisième | troisième    |             |
| première  | deuxième  | masculin  | féminin   | genre neutre | première  | deuxième | masculin  | féminin   | genre neutre |             |
| Français  | je        | tu        | il        | elle         | il / elle | nous     | vous      | ils       | elles        | ils / elles |
| Ido       | me        | tu        | il(u)     | el(u)        | lu        | ni       | vi        | ili       | eli          | li          |
| Espéranto | mi        | vi        | li        | ŝi           | ĝi        | ni       | vi        | ili       | ili          | ili         |

Vu s'emploie par politesse ou par déférence, comme pronom de la seconde personne du singulier, au lieu de tu.
À la troisième personne, on peut utiliser ol(u) au singulier et oli au pluriel pour désigner une (des) chose(s) ou un (des) animal(aux).
L'ido possède un pronom sans distinction de genre qui n'existe pas en français (l'emploi du masculin prévalant dans l'ambiguïté en français).  Ainsi en ido, si l'on ne désire pas spécifier le genre (ou s'il est inconnu), on utilisera le pronom lu au singulier et li au pluriel (non spécifique ou groupe mixte).

### Syntaxe
L'ordre des mots dans une phrase est en général : sujet, verbe, complément(s).
- Les adjectifs peuvent être mis avant le nom comme en anglais, ou après le nom, comme en français. libro blua et blua libro sont permis.
- L'ido place la terminaison -n pour marquer l'accusatif dans les cas où il pourrait y avoir ambiguïté.  Exemple de l'utilisation de la terminaison -n : La blua libron me havas.

La négation est indiquée par le mot ne en avant du verbe. Me ne havas libro se traduit par « Je n'ai pas de livre », et ainsi de suite pour : Me ne… (Je ne…), Il ne (Il ne…), et Li ne (Ils ne…). Et de même qu'au passé et au futur : Me ne iris (Je ne suis pas allé), Me ne iros (Je n'irai pas).
Une question commence par ka : Ka me havas libro ? (Est-ce que j'ai un livre ?). La question se termine par un point d'interrogation, comme en français.

## Vocabulaire

### Comparaisons / origines
Les racines de la langue ido proviennent en grande partie des six langues de base : anglais, allemand, espagnol, français, italien et russe. Elles ont été sélectionnées selon le principe de l'internationalité maximale. Selon une statistique faite sur 5 371 racines de l'ido (qui englobent la quasi-totalité du lexique à l'exception du vocabulaire technique ou spécialisé), elles sont réparties comme suit :
1. 2 024 racines, soit 38 %, appartiennent aux six langues de base ;
2. 942 racines, soit 17 %, appartiennent à 5 de ces 6 langues de base ;
3. 1111 racines, soit 21 %, appartiennent à 4 de ces 6 langues de base ;
4. 585 racines, soit 11 %, appartiennent à 3 de ces 6 langues de base ;
5. 454 racines, soit 8 %, appartiennent à 2 de ces 6 langues de base ;
6. 255 racines, soit 5 %, appartiennent à 1 seule de ces 6 langues de base.

Présenté autrement :
1. 55 % des racines appartiennent à au moins 5 des 6 langues de base ;
2. 76 % des racines appartiennent à au moins 4 des 6 langues de base ;
3. 87 % des racines appartiennent à au moins 3 des 6 langues de base.

Plus des trois-quarts des racines appartiennent à 4, 5 ou 6 des 6 langues de base. Si les racines techniques et spécialisées sont ajoutées, cette proportion serait encore plus grande, étant donné la grande internationalité de celles-ci dans les langues nationales.
Le groupe des langues slaves est relativement peu représenté en ido. 52 % des 5 771 racines appartiennent aussi au russe, mais il s'agit pour l'essentiel d'emprunts du russe aux langues latines et germaniques, non de racines slaves.
Voici un tableau de comparaison avec ces six langues :
| Ido     | Espéranto | Anglais            | Italien         | Français | Allemand             | Russe           | Espagnol   |
| ------- | --------- | ------------------ | --------------- | -------- | -------------------- | --------------- | ---------- |
| bona    | bona      | good («bonus»)     | buono           | bon      | gut («Bonus»)        | khorochi, dobry | bueno      |
| donar   | doni      | give («donate»)    | dare («donare») | donner   | geben                | dat´            | dar, donar |
| filtrar | filtri    | filter             | filtrare        | filtrer  | filtern              | filtrovat´      | filtrar    |
| gardeno | ĝardeno   | garden             | giardino        | jardin   | Garten               | sad             | jardín     |
| kavalo  | ĉevalo    | horse («cavalry»)  | cavallo         | cheval   | Pferd («Kavallerie») | lochad´         | caballo    |
| maro    | maro      | sea («marine»)     | mare            | mer      | Meer                 | more            | mar        |
| naciono | nacio     | nation             | nazione         | nation   | Nation               | natsiïa         | nación     |
| studiar | studi     | study              | studiare        | étudier  | studieren            | izoutchat´      | estudiar   |
| yuna    | juna      | young («juvenile») | giovane         | jeune    | jung                 | molodoï         | joven      |

#### Nombres
- 0 = zero | 1 = un | 2 = du | 3 = tri | 4 = quar | 5 = kin | 6 = sis | 7 = sep | 8 = ok | 9 = non
- 10 = dek | 100 = cent | 1 000 = mil | 1 000 000 = milion | 1 000 000 000 = miliard
- 11 = dek-e-un | 12 = dek-e-du | 14 = dek-e-quar | 16 = dek-e-sis
- 20 = duadek | 70 = sepadek | 10 000 = dekamil | 100 000 = centamil
- 7 123 456 = sep milion cent duadek-e-tri mil quaracent kinadek-e-sis

#### Couleurs
| Langue   |        |      |       |       |       |       |         |         |       |       |       |        |
| Français | blanc  | bleu | brun  | jaune | gris  | noir  | pourpre | orange  | rouge | rose  | vert  | violet |
| Ido      | blanka | blua | bruna | flava | griza | nigra | purpura | oranjea | reda  | rozea | verda | violea |

## Publications
Kuriero Internaciona est un magazine publié en France. Adavane! est un magazine bimestriel publié en Espagne. Progreso est la revue officielle du mouvement idiste.

### Traductions de
1. ↑  (en) « L'Uniono konsideras la linguo internaciona Ido ne kom perfekta e netushebla, ma kom sempre perfektigebla segun ciencala principi »